# راسيل غاري
راسيل غاري (بالإنجليزية: Russell Gary)‏ هو لاعب كرة قدم أمريكية أمريكي، ولد في 31 يوليو 1959 في منيابولس في الولايات المتحدة، وتوفي في 10 مارس 2019.

## وصلات خارجية
- راسيل غاري على موقع مرجع كرة القدم المحترفة.كوم (الإنجليزية)